# Muzeum Motyli w Łebie
Muzeum Motyli w Łebie – prywatne muzeum przyrodnicze zlokalizowane w Łebie. 

## Historia i zbiory
W placówce zgromadzono około 4000 (lub 3500) owadów (102 gabloty): motyli (w tym należących do największych na świecie, np. pawica atlas) i innych owadów z całego świata (m.in. pluskwiaki, chrząszcze, straszyki). Zbiory muzeum powstały w oparciu o dar anonimowego kolekcjonera z Władysławowa. Nie był on entomologiem, ale amatorem i sam preparował znaczną większość okazów, w poszukiwaniu których również sam podróżował po świecie. Swoje zbiory zapoczątkował w 1937. Kolekcja (czterysta gablot, około 6000 egzemplarzy owadów) nie zmieściła się w jednym miejscu i została podzielona na dwie części. Demonstrowana publiczności jest w dwóch oddziałach: w Łebie (otwarcie w 1998, jako pierwsze w Polsce muzeum motyli) i w wieży widokowej w Domu Rybaka we Władysławowie (otwarte w 2000). Dla dzieci adresowany jest interaktywny test o motylach, a w strefie wejściowej znajduje się sklep z pamiątkami tematycznymi.